# Игра на калмари
„Игра на калмари“ (на корейски: 오징어 게임, Ojing-eo Geim; на английски: Squid Game) е южнокорейски сериал в жанра драма за оцеляване.
Написан е и режисиран от Хуан Дон-хьок. Във филма участват И Чонг-Дже в ролята на главния герой, заедно с Пак Хе-су, Уи Ха-джун, Чонг Хо-йон, Йон-су О. Хо Сонг-те, Анупам Трипати и Ким Джу-рьонг. Пуснат е по целия свят от интернет телевизията Нетфликс на 17 септември 2021 г.
Сериалът представя състезание, в което 456 играча с различни пътища в живота, но обединени от големите си дългове, са привлечени да играят детски игри със смъртни наказания за загубилите и шанс да спечелят награда от 45,6 милиарда южнокорейски вона. Идеята хрумва на Хуан заради собствените му икономически затруднения през ранния си живот, както и класовото разделение в Южна Корея. Въпреки че пише сценария през 2009 г., той не успява да намери продуцентска компания, която да финансира идеята, докато Нетфликс не проявява интерес през 2019 г. като част от движението им за увеличаване на чуждестранните си програми. Хуан сам пише и режисира всички 16 епизода.
Игра на калмари получава признание от критиката и привлича международно внимание. Едва седмица от пускането на сериала, той става една от най-гледаните програми на Нетфликс в няколко регионални пазара; при стартирането си той привлича повече от 111 милиона зрители, като надминава дори „Бриджъртън“, който дотогава е най-гледаният сериал на телевизията.

## Актьори
- И Чонг-дже като Сонг Ги-хун (играч № 456): пристрастен към залагането шофьор, който живее с майка си и изпитва затруднения във финансовата издръжка на дъщеря си. Той участва в играта, за да плати многото си дългове и да докаже на себе си, че е достатъчно финансово стабилен, за да спечели попечителство над дъщеря си, преди тя да замине за САЩ с майка си и доведения си баща.
- Пак Хе-су – Чо Санг-у (играч № 218): шеф на инвеститорски екип на осигурителна фирма, той е по-малък от Джи Хун и е бил талантлив студент в Сеулския държавен университет. В резултат на крайно несполучлива инвестиционна сделка, той е издирван от полицията за присвояване на средства от свои клиенти. Той дължи милиарди вона и дори е ипотекирал имуществото на майка си, заедно с малкия ѝ рибен магазин.
- Йон-су О – О Ил-нам (играч № 001): възрастен мъж с мозъчен тумор, който предпочита да играе Играта, отколкото да чака да умре във външния свят.
- Хо Йон-чонг – Канг Се-бьок (играч № 067): дезертьорка от Северна Корея, която влиза в Играта, за да плати на брокер да издири и вкара нелегално в страната оцелелите членове от семейството ѝ, които още се намират отвъд граница. Мечтае да живее в къща с по-малкия си брат и майка си.
- Хо Сонг-те – Джанг Док-су (играч № 101): гангстер, който влиза в играта, за да изчисти огромните си дългове от залози.
- Анупам Трипати – Абдул Али (играч № 199): чуждестранен работник от Пакистан, който влиза в Играта, за да изхрани семейството си, след като шефът му отказва да му плати няколко месечни заплати и претърпява сериозен битов инцидент след свада с Абдул.
- Ким Джу-рьонг – Хан Ми-ньо (играч № 212): мистериозна и манипулативна жена, която се представя за бедна самотна майка.
- Уи Ха-джун – Хуан Джун-хо: полицай, който се промъква в играта като пазач, за да намери изчезналия си брат.

### Участници в играта
- Йо Сунг-джо – Бьонг-джи (играч № 111): доктор, който тайно работи с група корумпирани пазачи, като им помага да извършват трафик на органи от мъртвите участници в замяна на информация за предстоящите игри.
- И Ю-ми – Джи-йонг (играч № 240): младо момиче, което току-що излиза от затвора след убийството на баща си, който е насилник и убива майка ѝ.
- Ким Ши-хьон – Играч № 244: пастор, който преоткрива вярата си по време на играта.
- И Санг-Хе – Играч № 017: стъклар с повече от 30-годишен опит.
- Ким Юн-те – Играч № 069: играч, който се включва в играта заедно със съпругата си, играч № 070.
- И Джи-ха – Играч № 070, играч, който се включва в играта заедно със съпруга си, играч № 069.
- Куак Джа-Хьонг – Играч № 278: играч, който се включва в групата на Док-су и играе ролята на негов довереник.
- Крис Чан – Играч №276: играч, който се включва в отбора на Сонг Ги-хун по време на играта Дърпане на въже.

### Други
- Ким Йонг-ок като майката на Ги-хун
- Чо Ах-ин като Сонг Га-йонг, дъщерята на Ги-хун
- Канг Мал-гум като бившата жена на Ги-хун и майка на Га-йонг
- Парк Ху-джин като майката на Санг-лу
- Парк Ши-уан като Канг Чол, по-малкия брат на Са-бьок

### Специално гост-актьори
- Гонг Уо – търговец, който привлича играчи за Играта (епизоди 1 и 9)
- И Бьонг-хун като Главатаря/Хуан Ин-хо (епизоди 8 – 9)
- И Чонг-джун като пазач (епизод 3)
- Джофри Джулиано като ВИП #4 (епизод 7)

## В България
В България сериалът започва да се излъчва на 12 август 2025 г. по Би Ти Ви Стори с разписание всеки делник от 23:55. Ролите се озвучават от Петя Абаджиева, Яница Маслинкова, Йорданка Илова, Илиян Пенев, Александър Воронов, Силви Стоицов, Цанко Тасев, Иля Пепеланов, Христо Узунов и Николай Николов. Тодор Георгиев е режисьор на дублажа на студио на Саунд Сити Студио.[източник? (Поискан преди 44 дни)]

## Сюжет

### Сезон 1
Обобщение на сюжета
Сонг Ги-Хун, разведен и изпаднал в дългове шофьор, е поканен да играе серия от детски игри, заради шанса да спечели голяма парична награда. Приемайки предложението, той е заведен на непознато място, където се озовава заедно с още 455 дълбоко задлъжнели играчи. Играчите са принудени да носят зелени анцузи и са поставени под постоянното наблюдение на маскирани пазачи в розови гащеризони. Всички игри се изпълняват под наблюдението на Главатаря, който носи черни маска и униформа. Играчите скоро научават, че загубата на някоя игра означава смърт, а всеки елиминиран играч добавя 100 милиона вона към потенциалната голяма награда в размер на 45,6 милиарда вона. Ги-хун се съюзява с други играчи, сред които е приятелят му от детство Чо Санг-лу, за да се опита да оцелее през физическите и психологически обрати на игрите.
Епизод 1"Червена светлина, зелена светлина" (Mugunghwa Kkoch-i Pideon Nal 무궁화 꽃이 피던 날)
Сонг Ги-хун няма късмет, като е насъбрал огромни дългове към лихвари, докато се е отдалечил от дъщеря си и бившата си съпруга. На една гара той е поканен от добре облечен мъж на игра на дакджи за пари. След множество неуспешни опити, Ги-хун успява да си спечели наградата, но с нея получава и тайнствена визитна картичка, която го подканва да играе подобни игри, но за по-големи залози. Той се обажда на номера, за да се запише, и е инструктиран да чака на определено място в определено време, където е взет и упоен от един от пазачите, след което е отведен на непознато място заедно с 455 други играчи. Всички се будят в общежитие и единственото, което ги различава, са номерата на анцузите им, които се превръщат и в техните нови имена. Мястото се управлява от маскирани служители в розови гащеризони под надзора на Главатаря, който е с черни маска и дрехи. Всички играчи са затънали в тежка финансова ситуация и им е обещано да получат милиарди вона като награда ако победят във всички шест игри през следващите шест дни. Ги-хун се сприятелява с играч № 001 - възрастен мъж страдащ от мозъчен тумор, и сред останалите разпознава Чо Санг-лу, бивш съученик и банков посредник, и играч № 067, джебчийка, която открадва от Ги-хун печалбата му от конни залози. Първата игра е Червена светлина, зелена светлина, където загубилите биват убити на място, и което разкрива садистичния и брутален характер на игрите. Ги-хун е спасен на косъм от това да отпадне от играч № 199, чуждестранен работник от Пакистан, като така успява да довърши играта.
Епизод 2„Ад“ (Ji-ok 지옥)
Повече от половината играчи са убити през първата игра и няколко от ужасените оцелели се молят да ги пуснат да си отидат. Според третата клауза на договора за игра, ако мнозинството гласува да сложи край на игрите, то всички играчи са свободни да си тръгнат, но без да получат нищо от наградата. Играчите гласуват и определящият глас на играч № 001 изпраща всички от тях невредими вкъщи. Ги-хун отива в полицията, но никой не му вярва, с изключение на инспектор Хуан Джун-хо, чийто изчезнал брат е получил същата визитна картичка. Всички играчи получават възможността да продължат игрите и много от тях го правят от отчаяние, включително и Ги-хун, чиято майка спешно се нуждае от операция; Санг-лу, на който му предстои да бъде арестуван за финансови измами; играч № 001, който не иска просто да чака да умре навън; играч № 067, която иска да спаси майка си от Северна Корея и да извади брат си от едно сиропиталище; играч № 199, който напада и сериозно осакатява шефа си, който не му е плащал с месеци; и играч № 101 (с истинско име Янг Док-су), гангстер бягащ от хазартните си дългове. Джун-хо тайно проследява Ги-хун, когато един от пазачите идва да го вземе.
Епизод 3„Мъжът с чадъра“ (Usan-eul Sseun Namja 우산을 쓴 남자)
Джун-хо успешно се внедрява в игрите, като се дегизира като работник/пазач и разбира, че мястото на Играта е отдалечен остров. Играчите вече са по-добре подготвени и започват да създават коалиции. Ги-хун, Санг-лу, играч № 001 и играч № 199 се съюзяват. Играч № 067 се промушва във вентилационна шахта и вижда как работници топят гърнета със захар. Във втората игра, всеки играч трябва да си избере форма, изобразена на стената, и да застане пред нея. Впоследствие разбират, че трябва да издълбаят тази форма от твърда захарна меденка без формата да се отчупи или напука. Санг-лу предварително се досеща коя е играта, след като научава за откритието на играч № 067, но не предупреждава съотборниците си и избира най-лесната форма за себе си. Ги-хун избира най-трудната форма, чадър, но успява да завърши играта, като облизва захарта, за да я разтопи. Играч № 212, груба и манипулативна жена помага на Док-су да завърши играта с внесената контрабандно от нея запалка. Ужасен играч, който губи играта взема един от пазачите за заложник и го принуждава да си свали маската. Шокиран от факта, че пазачът е обикновен младеж, играчът се самоубива, но Главатаря убива заложника му, заради това че е разкрил самоличността си.
Епизод 4„Придържай се към отбора“ (Jjollyeodo Pyeonmeokgi 쫄려도 편먹기)
Играч № 111, който е опозорен лекар, тайно работи за част от пазачите, като събира органи от мъртвите играчи, за да бъдат продадени на черния пазар. В замяна получава информация за следващата игра. Ги-хун осъзнава, че Санг-лу е можел да помогне на отбора в играта с меденката, но си е замълчал. Служителите на играта създават и подклаждат конфликти между играчите, за да разчистят по-слабите от тях. Док-су убива друг играч заради храна, вследствие на което паричната награда се увеличава. След като лампите угасват, избухва хаос и играчите започват да се избиват едни други. Играч № 067 се включва в отбора на Ги-хун, който я защитава от групата на Док-су. Когато играч № 001 моли всички да спрат, Главатарят слага край на безпорядъка. Отборът на Ги-хун разкрива истинските си имена, за да изградят доверие: играч № 199 е Али Абдул, играч № 067 е Канг Се-бьок, а играч № 001 се затруднява да си спомни името, заради мозъчния тумор. Играч № 212 (с истинско име Хан Ми-ньо) прави секс с Док-су в замяна на покровителство. В третата игра участниците трябва да сформират отбори по 10 човека. Се-бьок привлича в отбора играч № 240 – момиче близко до нейната възраст. Играта се оказва дърпане на въже на две издигнати платформи, където отборът победител трябва да издърпа загубилите към пропастта в средата, за да намерят смъртта си.
Епизод 5„Справедлив свят“ (Pyeongdeung Sesang 평등한 세상)
Въпреки че имат по-слаби физически играчи, отборът на Ги-хун успява да спечели дърпането на въже, благодарение на стратегията на играч № 001 и острия ум на Санг-лу. Очаквайки още безредици, те се барикадират и прекарват нощта пазейки на смени, но отборът на Док-су не напада. Това напомня на Ги-хун подобна ситуация отпреди 10 години, когато той и други работници от фабриката за авточасти правят масов протест, от който живота на Ги-хун тръгва надолу. Джун-хо става свидетел на организацията по търговия с органи, тъй като пазачът, чиято идентичност той открадва, е бил част от нея. След скандал между лекаря и пазачите, заради неспособността на последните да кажат каква ще е следващата игра, всички в схемата освен Джун-хо биват убити, включително и играч № 111. Главатарят започва всестранно издирване на Джун-хо, който по-късно се промъква в офиса на Главатаря; там той научава, че играта се състои от цели 30 години и че брат му – Хуан Ин-хо е бил победител през 2015.
Епизод 6„Ганбу“ (Kkanbu 깐부)
Играчите са инструктирани да се придвижат до игровата зала, където намират овесени телата на играч № 111 (доктора) и неговите конспиратори. Участниците получават извинение, заради това че играч № 111 е имал нечестно предимство, а играта цели да предостави честни условия за всички, без значение какви са във външния свят. За четвъртата игра, на участниците е наредено да се подредят в отбори по двама. Санг-лу избира Али, който се намира в близост до него; Ги-хун избира играч № 001 от състрадание; играч № 240 избира Се-бьок. Мислейки си, че ще се състезават по отбори, играчите с ужас научават, че ще се борят срещу своя съотборник в игра с билета по техен избор. Победител ще е този, който успее да спечели всички билети на партньора си в рамките на 30 минути. Се-бьок и играч № 240 (с истинско има Джи-йонг) говорят за живота си; Джи-йонг решава, че Се-бьок има по-смислена причина да живее и умишлено губи играта и бива убита. Санг-лу измамва Али, който почти го побеждава, да му даде билетата си и печели. Ги-хун почти губи, но използва лошата памет на играч № 001, за да обърне играта, колкото и да му е неловко. Накрая играч № 001 показва, че е знаел през цялото време за лъжите на Ги-хун, но му е позволи да спечели, защото е неговият ганбу (доверен приятел). Преди да бъде убит играч № 001 си спомня името си – О ил-нам. Ги-хун, Санг-лу и Се-бьок биват травматизирани от смъртта на партньорите си.
Епизод 7„ВИП-ове“
Играч № 069, който побеждава жена си на играта на билета, е съкрушен и се самоубива. Чуждестранни ВИП гости пристигат и са посрещнати от Главатаря от името на неговия шеф, който организира Играта. ВИП-овете са богати шефове, които залагат на игрите и ги гледат на живо. Джун-хо, вече представящ се за един от маскираните прислужници на гостите, получава сексуално предложение от един от ВИП-овете. В стая насаме, той напада ВИП-а и го разпитва, като записва показанията му на телефона си, преди да избяга с екип за гмуркане. Главатарят го забелязва и започва преследване. В петата игра участниците имат 16 минути, за да прекосят висок мост с две отдалечени колони със стъклени панели – на случаен принцип на всеки ред има един панел от бронирано стъкло и един от обикновено, което не може да издържи теглото на участниците. Играчите избират номера от '1' до '16', които се оказва, че определят реда им. Повечето от играчите отпред падат, докато тестват стъклата. Когато идва ред на Док-су, той отказва да продължи, въпреки течащото време и подканва някой да мине преди него. Ми-ньо го измамва, като се престорва, че ще мине пред него, след което го хваща и заедно падат като отмъщение за това, че той я предава в играта с дърпането на въже. Благодарение на играч № 017, бивш стъклар, те успяват да преминат почти всички рампи, но на последната Главатарят гаси лампите и стъкларят е неспособен да различи обикновеното от бронираното стъкло в тъмното. Притиснат от времето, Санг-лу избутва разколебания играч № 017, който пада върху последното обикновено стъкло и разкрива финалния панел. Ги-хун, Санг-лу и Се-бьок са тримата финалисти, които успяват да завършат играта.
Епизод 8„Главатаря“ (Peulonteu Maen 프론트맨)
Като финалисти, Ги хун, Санг-лу и Се-бьок получават елегантни дрехи и лъскава стек вечеря. Разбира се, че Се-бьок е ранена тежко при пръсването на стъклата от последната игра, когато парче стъкло се забива в кръста ѝ и причинява обилно кървене. Когато вечерята е вдигната, на всеки от тях е оставен ножа, с който са се хранили. Когато лампите изгасват, Ги-хун предлага на Се-бьок да се съюзят срещу Санг-лу, осъзнавайки че последният е способен на всичко, за да победи. Се-бьок моли Ги-хун да обещае, че каквото и да стане, който и от тях двамата да спечели, ще се грижи за близките на другия. Ги-хун решава да нападне заспалия приятел от детството си, но младото момиче го спира, като го убеждава, че той не е убиец. Когато Ги-хун отива до вратата, за да се моли на пазачите да пратят лекар, Санг-лу се промъква зад гърба му и прерязва гърлото на Се-бьок. Междувременно Джун-хо достига до друг остров, но бързо е проследен от Главатаря и хората му. Притиснат в ъгъла на една висока скала, Джун-хо с изненада научава, че Главатарят е неговият брат, който прострелва Джун-хо в рамото и гледа как последният пада от скалата, след което изчезва във водата.
Епизод 9„Един щастлив ден“ (Unsu Joeun Nal 운수 좋은 날)
Финалната игра е едноименната „Игра на калмари“. След дълга и тежка схватка в дъжда, Ги-хун надвива Санг-лу, но отказва да завърши играта. Той се опитва да спре играта според третата клауза от договора, за да може и двамата със Санг-лу да се измъкнат живи, но последният се самоубива като се наръгва във врата. Докато умира, той моли Ги-хун да използва парите, за да помогне на майка му. Травмиран, Ги-хун се връща вкъщи, където намира починалата си майка. Година по-късно той е все още така травмиран и почти не е докоснал паричната печалба. Една вечер той получава същата картичка покана с място, номер на стая и час за среща. Отивайки там, Ги-хун с изненада открива О Ил-нам (играч № 001), който е все още жив, но на смъртно легло от мозъчния тумор. Старецът се разкрива като мозъкът зад Играта, която измисля, за да забавлява отегчените като него богаташи, докато тества дали е останала още вътрешна доброта в човечеството. Той напомня на Ги-хун, че въпреки шанса повечето играчи да напуснат Играта след първия рунд, те доброволно избират да се върнат. Всяка от игрите е базирана на игра от детството на играч № 001, а самият той избира да участва от носталгични чувства. Докато разговарят, те виждат мъж в безсъзнание, който лежи на улицата; Ил-нам моли Ги-хун да се обзаложи с него, дали някой ще помогне на мъжа преди полунощ. Ги-хун печели, като полицаи помагат на клетника в последния момент, а Ил-нам умира, вероятно след като осъзнава, че е загубил. След това Ги-хун изпълнява обещанията си към Се-бьок и Санг-лу и тръгва за летището, за да отиде на гости на дъщеря си в Лос Анджелис. По път той вижда същия добре облечен мъж от първи епизод да играе дакджи с друг човек. Той отива при потенциалния играч и му взема ядосано картата, след което набира телефона, изписан на гърба ѝ, питайки кой все още ръководи игрите. Главатарят му нарежда да се качи на самолета; Ги-хун прекратява разговора и решава да остане в Сеул, решен да спре игрите веднъж за винаги.